# 乌瑟卡夫
乌瑟卡夫（Userkaf）是古埃及第五王朝的建立者，大約在前25世紀間在位，在位七年。其母Neferhetep為第四王朝雷吉德夫的女兒，他的皇后是亨特考伊斯，門卡拉的女兒。
乌瑟卡夫本來是第四王朝的祭司，有可能在後來發動政變奪得王位，也可能是因第四王朝絕嗣而繼承王位。他在位时中央权力减弱，地方实力增强。乌瑟卡夫登上王位時可能已是個老年人。他在薩卡拉修建了自己的金字塔和在Abusir修建太陽神廟。从而将其上升至前所未有的重要地位。